# 河內天美站

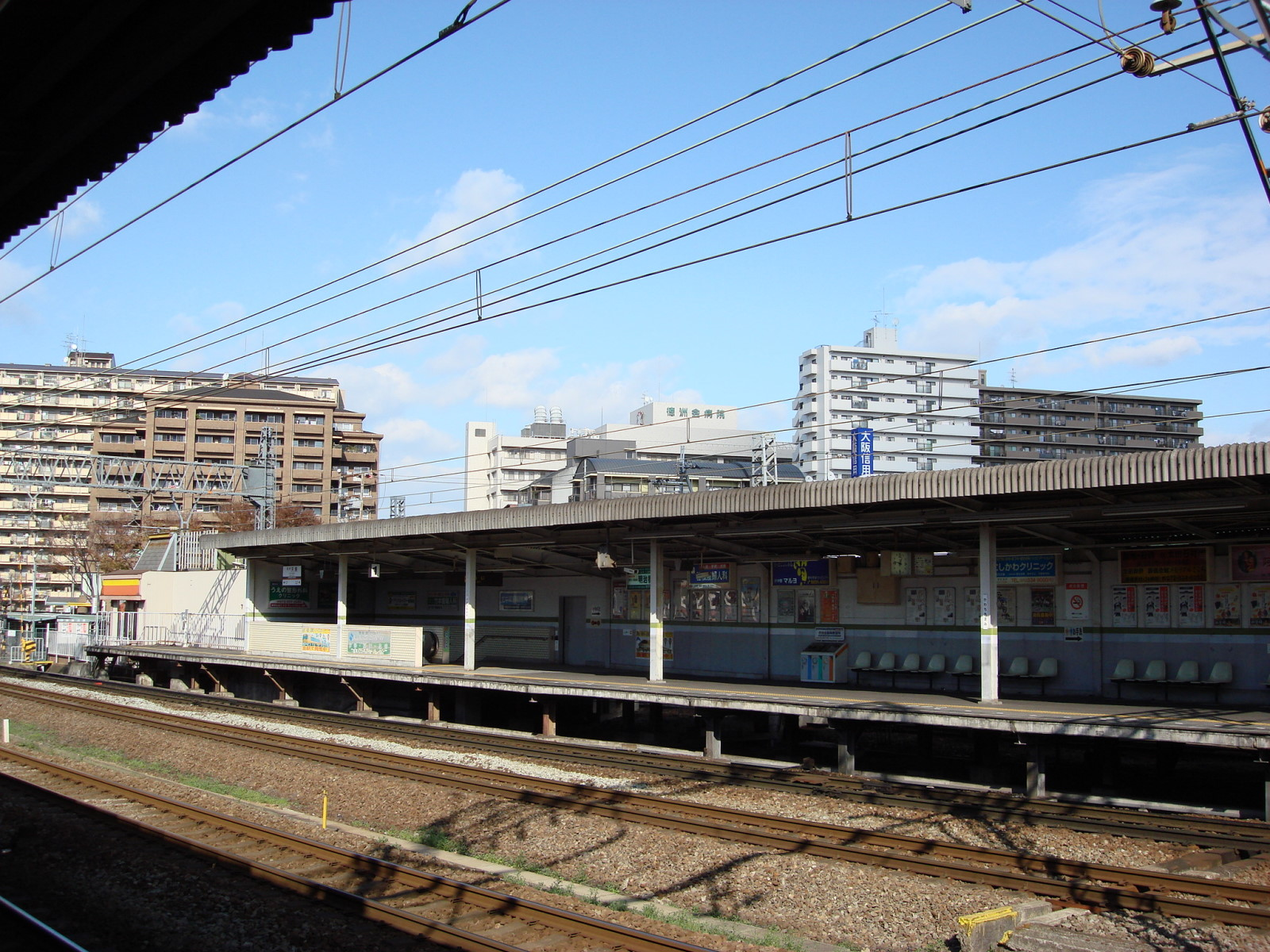
月台(2007年3月)

河內天美站（日语：／ Kawachi Amami eki */?）是位於大阪府松原市天美南三丁目，屬於近畿日本鐵道（近鐵）的南大阪線車站。本站的車站編號為「F07」，副站名為阪南大学前。

## 歷史
- 1923年（大正12年）4月13日 - 大阪鐵道（日语：大阪鉄道 (2代目)）大阪天王寺（現時為大阪阿部野橋）至布忍之間開通，當時車站名為天美車廠前站[1]。
- 1933年（昭和8年）4月1日 - 車站改名為河內天美站[2]。
- 1943年（昭和18年）2月1日 - 關西急行鐵道與大阪鐵道合併，成為關西急行鐵道的車站[1]。成為關西急行鐵道天王寺線車站。
- 1944年（昭和19年）6月1日 - 關西急行鐵道與南海鐵道（為南海電氣鐵道的前身）合併，成為近畿日本鐵道南大阪線車站[1]。
- 1957年（昭和32年）7月 - 新設上行待避線。
- 1972年（昭和47年）12月 - 新設下行待避線，車站內的配線也作更改至現時的模樣。
- 1993年（平成5年）7月 - 地下車站大堂落成。
  - 地下車站大堂落成前，各月台設有車站大堂，不能在閘內互相前往各月台。
- 2007年（平成19年）4月1日 - 車站可以使用PiTaPa[3]。

## 車站構造
站内設有複線的通過線，也設有2面2線的相對式月台（待避線）。為新幹線型的待避結構，月台可容納6卡車廂。閘口和大堂設於地下，月台設於地上。本站設有一處閘口和兩個車站出入口，在近車站出入口兩處均設有自動閘機。大堂內設有通道連接兩邊出入口。

### 月台
| 月台 | 路線     | 上下行 | 方向                                         |
| ---- | -------- | ------ | -------------------------------------------- |
| 1    | 南大阪線 | 下行   | 藤井寺、古市、橿原神宮前、吉野、河内長野方向 |
| 4    | 南大阪線 | 上行   | 大阪阿部野橋方向                             |

※沒有2、3號月台，該兩座月台為通過線。

## 特徴

### 停站列車
- 此站只有普通列車停車[4]。
- 由於車站旁邊設有古市檢車區（日语：古市検車区）天美車廠，因此設有大阪阿部野橋站至此站之間的區間運輸列車（當中包括在此出發1班，到達2班）。此外，平日也設有2班從此站出發的列車前往古市方向[4]。また、ダイヤ異常時には当駅で列車の折り返しが行われる。
- 此站鄰近阪南大學。當中在大學入學試當日，來往此站至大阪阿部野橋站之間的普通列車會增加班次，同時準急會臨時停此站。

### 設備、營業上
- 車站由藤井寺站管理。
- 車站設有可使用PiTaPa、ICOCA的自動閘機（日语：自動改札機）和自動補票機（日语：自動精算機）（可支援回數（日语：回数乗車券）卡及IC卡，以及IC卡增值功能）。
- 車站設有櫃臺（只限早上和黃昏部分時間）和自動售票機售賣特急票及定期票[5]。

## 使用狀況
在2018年11月13日調查日，1日的上下車人次為16,958人。
以下列出近年來1日中上下車人次和乘車人次。
| 年度               | 調查日   | 調查日     | 調查日   | 1日平均 乘車人次 | 參考資料 |
| 年度               | 調查日   | 上下車人次 | 乘車人次 | 1日平均 乘車人次 | 參考資料 |
| ------------------ | -------- | ---------- | -------- | ---------------- | -------- |
| 1990年（平成02年） | 11月06日 | 27,850     | 14,004   | 14,455           | [ 8 ]    |
| 1991年（平成03年） | -        | -          | -        | 14,317           |          |
| 1992年（平成04年） | 11月10日 | 24,806     | 12,603   | 13,698           | [ 9 ]    |
| 1993年（平成05年） | -        | -          | -        | 13,648           |          |
| 1994年（平成06年） | -        | -          | -        | 13,333           |          |
| 1995年（平成07年） | 12月05日 | 25,314     | 12,961   | 13,318           | [ 10 ]   |
| 1996年（平成08年） | -        | -          | -        | 12,996           |          |
| 1997年（平成09年） | -        | -          | -        | 12,634           |          |
| 1998年（平成10年） | 11月10日 | 23,054     | 11,658   | 12,213           | [ 11 ]   |
| 1999年（平成11年） | -        | -          | -        | 11,923           |          |
| 2000年（平成12年） | 11月07日 | 21,983     | 10,842   | 11,571           | [ 12 ]   |
| 2001年（平成13年） | -        | -          | -        | 11,151           |          |
| 2002年（平成14年） | -        | -          | -        | 9,945            |          |
| 2003年（平成15年） | 11月11日 | 18,357     | 9,108    | 9,587            | [ 13 ]   |
| 2004年（平成16年） | -        | -          | -        | 9,268            |          |
| 2005年（平成17年） | 11月08日 | 17,538     | 8,773    | 9,107            | [ 14 ]   |
| 2006年（平成18年） | -        | -          | -        | 8,988            |          |
| 2007年（平成19年） | -        | -          | -        | 8,956            |          |
| 2008年（平成20年） | 11月18日 | 16,437     | 8,274    | 8,756            | [ 15 ]   |
| 2009年（平成21年） | -        | -          | -        | 8,518            |          |
| 2010年（平成22年） | 11月09日 | 16,256     | 8,197    | 8,468            | [ 16 ]   |
| 2011年（平成23年） | -        | -          | -        | 8,404            |          |
| 2012年（平成24年） | 11月13日 | 16,081     | 8,004    | 8,360            | [ 17 ]   |
| 2013年（平成25年） | -        | -          | -        | 8,511            |          |
| 2014年（平成26年） | -        | -          | -        | 8,322            |          |
| 2015年（平成27年） | 11月10日 | 16,841     | 8,395    | 8,571            | [ 18 ]   |
| 2016年（平成28年） | -        | -          | -        | 8,580            |          |
| 2017年（平成29年） | -        | -          | -        | 8,645            |          |
| 2018年（平成30年） | 11月13日 | 16,958     |          | 8,646            |          |

## 車站周邊

### 學校
- 阪南大學
- 松原市立松原第二中學（日语：松原市立松原第二中学校）
- 松原市立天美小學（日语：松原市立天美小学校）
- 松原市立天美南小學（日语：松原市立天美南小学校）
- 近鐵駕駛學校（日语：近鉄自動車学校）

### 商業設施
- KINSHO超級市場（日语：近商ストア） 天美店
- 萬代（日语：万代 (チェーンストア)） 天美店
- Life（日语：ライフコーポレーション） 天美店
- Drug Segami（日语：ココカラファインヘルスケア） 天美店

### 金融機關
- 里索那銀行 天美出張所
- 三菱日聯銀行 天美出張所
- 大阪信用金庫（日语：大阪信用金庫） 天美支店
- JA大阪中河內（日语：大阪府信用農業協同組合連合会） 天美分店
- 松原天美郵局

### 其他
- 松原德洲會醫院（日语：徳洲会）
- 天美圖書館

### 巴士路線

#### 河內天美站
- 1號月台　
  - 現時未設有巴士路線
- 2號月台　南海巴士（日语：南海バス）河內天美線
  - 9系統 往堺東站前（經地下鐵北花田站、淺香）

過去的路線
- 近鐵巴士（日语：近鉄バス）大堀線 23號 往大堀 ※在2017年4月1日取消路線。[19]

#### 天美西住宅前
※離車站約700m距離。
- 北港觀光巴士（日语：北港観光バス）我孫子、天美北線
  - 往地下鐵我孫子（經教育中心高校（日语：大阪府教育センター附属高等学校）前）
  - 往天美北2丁目（經阿麻美神社（日语：阿麻美許曾神社）前）

## 相鄰車站
近畿日本鐵道
 南大阪線
■急行、■區間急行、■準急
通過
■普通
矢田（F06）－河內天美（F07）－布忍（F08）

## 外部連結
- 河內天美 - 近畿日本鐵道